# Guillem Cifre de Colonya
Guillem Cifre de Colonya (* 18. Februar 1852 in Pollença auf Mallorca; † 4. Juni 1908 in Lyon) war ein spanischer (mallorquinischer) Sozialreformer, Reformpädagoge sowie Schul- und Sparkassengründer.

## Lebensweg
Guillem Cifre de Colonya wurde als Guillem Coll Cifre in Pollença auf Mallorca geboren. Seine Eltern, Guillem und Antonia, waren Bauern auf dem mallorquinischen Landgut Colonya, das dem örtlichen Grundbesitzer Guillem Ignasi Cifre de Colonya O’Ryan gehörte. Als Guillem Ignasi Cifre de Colonya O'Ryans Nachkommen vor ihm starben, adoptierte er Guillem Coll Cifre, der von da an Guillem Cifre de Colonya hieß.
Sein Adoptivvater Guillem Ignasi Cifre de Colonya O’Ryan setzte seinen Adoptivsohn Guillem Cifre de Colonya jedoch nur unter der Bedingung als seinen Erben ein, dass er ein Universitätsstudium absolviert. Das war für den damaligen spanischen Adel ungewöhnlich, der üblicherweise von den Erträgen seiner Besitzungen lebte und keiner bezahlten Erwerbsarbeit nachging.
Von 1869 bis 1878 lebte Guillem Cifre de Colonya in Madrid, wo er ein Studium der Medizin begann und ein Studium der Rechtswissenschaften an der Zentraluniversität abschloss. Währenddessen, im Februar 1873, wurde die Erste Spanische Republik ausgerufen. In Madrid kam Cifre de Colonya mit dem Krausismo in Berührung. Er beteiligte sich 1876 an der Gründung der Institución Libre de Enseñanza, einer nicht-klerikalen, liberalen und reformorientierten Freien Lehranstalt von Francisco Giner de los Ríos (1839–1915), Nicolás Salmerón (1838–1908), Manuel Bartolomé Cossío (1857–1935) und anderen Reformern. Schulunterricht sollte ihrer Auffassung nach säkularisiert, also von der Kirche unabhängig sein, die Ratio vom Glauben abgekoppelt werden. An dieser Schule unterrichtete Cifre de Colonya unentgeltlich als Assistenzlehrer.
Nach seiner Rückkehr nach Pollença im Jahr 1878 wollte Cifre de Colonya das liberale, laizistische Bildungsmodell, das er in Madrid kennengelernt hatte, auf die Insel Mallorca übertragen. Cifre de Colonya war der Auffassung, dass Bildung das grundlegende Instrument für den gesellschaftlichen Fortschritt und für den Aufstieg ärmerer Gesellschaftsschichten sei. Er gründete 1879 in Pollença im Nord-Osten Mallorcas eine reformpädagogische Schule (Institució d'Ensenyament), die zu den fortschrittlichsten in Spanien gehörte. Sie praktizierte als erste Schule auf Mallorca gemeinsamen Unterricht von Mädchen und Jungen (Koedukation). An dieser Schule unterrichtete später auch seine Ehefrau, Clara Hammerl (1858–1931). Das von Cifre de Colonya vertretene Bildungskonzept geriet alsbald in Konflikt mit den örtlichen Machthabern und der katholischen Kirche.
1880 gründete Cifre de Colonya eine Sparkasse, die noch heute bestehende Colonya Caixa d'Estalvis de Pollença („Estalvis“ bedeutet „Ersparnisse“), in der Absicht, auch „kleinen Leuten“ eine Möglichkeit zum Eigentumserwerb zu eröffnen. Mit der Caixa d'Estalvis Colonya wollte er kleine Landbesitzer dabei unterstützen, ihre Ersparnisse sinnvoll anzulegen und so von den Wucherern unabhängig zu werden, die auf der Insel sehr verbreitet waren.
Von 1874 bis 1931, unter der Regentschaft der spanischen Könige Alfons XII. und Alfons XIII., herrschte im ländlichen Spanien ein Klientelsystems (der Caciquismo) vor, in dem ein Kazike (etwa: Patron) – zumeist ein Großgrundbesitzer, manchmal aber auch der örtliche Pfarrer oder ein angesehener Rechtsanwalt – die wirtschaftliche Schwäche der „einfachen Leute“, das unter ihnen vorherrschende Analphabetentum und ihre Unkenntnis über ihre Rechte dafür ausnutzte, Druck auf sie auszuüben, ihre Wählerstimmen für den Kaziken selbst oder einen von ihm favorisierten Kandidaten abzugeben. Durch Schule und Sparkasse wollte Cifre de Colonya die Bevölkerung dazu befähigen, sich aus dem Klientelismus zu befreien.
Im Jahr 1887 ging Guillem Cifre de Colonya nach Berlin, um Deutsch zu lernen, nicht zuletzt, um so die Schriften des deutschen Philosophen Karl Christian Friedrich Krause (1781–1832) im Original lesen zu können. Seine Deutschlehrerin war die aus Bromberg stammende Clara Hammerl. Der vermögende und gebildete mallorquiner Sprachschüler und seine ehemalige Lehrerin heirateten am 7. Oktober 1889 auf dem Standesamt in Berlin-Kreuzberg.
Im November desselben Jahres ging das Paar nach Pollença auf Mallorca, also in den Geburtsort Cifre de Colonyas. Das Ehepaar bezog dort ein geräumiges Stadthaus der Familie de Colonya in der Carrer de Mallorca 32, in dem auch Guillems Eltern, also Claras Schwiegereltern, Guillem und Antonia Cifre, lebten.
Guillem Cifre de Colonya saß ab 1885 zeitweise für die republikanische Partei (Partido Republicano) im Stadtrat von Pollença. Er war ein entschiedener Verfechter des allgemeinen Wahlrechts und kämpfte dafür, den vom herrschenden Caciquismo (Klientelismus) geförderten gelenkten Abstimmungen ein Ende zu setzen.
Im August 1890 kam Clara Hammerls und Guillem Cifre de Colonyas erstes Kind zur Welt. Der Junge wurde, wie sein Vater und Großvater, Guillem genannt. Er starb schon zwei Tage nach der Geburt an einem Krampfanfall. 1891 entband Clara Hammerl eine Tochter, Antònia. Sie überlebte. Doch 1892 starb ein weiteres Kind, die nach Claras Mutter benannte Emma, zwei Monate nach der Entbindung an einer Bronchitis. Am 5. November 1894 kam eine weitere Tochter auf die Welt, die erneut Emma genannt wurde. Sie starb mit etwas mehr als fünf Jahren, am 29. Januar 1900, an Diphtherie. Clara wurde mit 42 Jahren noch einmal schwanger und gebar am 4. September 1900 einen Jungen, der wieder Guillem genannt wurde. Er überlebte.
Der bereits zuvor zur Schwermut neigende Guillem Cifres fiel nach dem Tod von drei seiner fünf Kinder in eine tiefe Depression. Die Familie beschloss, ihr prestigeträchtiges Stadthaus in Pollença zu verkaufen und auf den Ländereien des Landgutes Colonya ein neues Haus zu bauen.
Wenige Jahre nach dem Umzug dorthin verlor Guillem Cifre nahezu sein gesamtes Vermögen: Ein hoch verschuldeter Freund, für den er eine Bürgschaft übernommen hatte, beging in Palma Selbstmord, und Cifre musste dessen Schulden zurückzahlen. Obwohl die Familie immer noch über Einkünfte verfügte, die weit über dem Durchschnitt jener Zeit lagen, erholte sich Guillem Cifre von diesem erneuten Schicksalsschlag nicht. Seine Depressionen wurden schlimmer. Er versuchte, sie bei Kuraufenthalten fernab der Insel Mallorca (u. a. in Lyon) etwas zu lindern. Clara Hammerl übernahm von ihrem erkrankten Ehemann nach und nach die Leitung von Sparkasse und Schule.
Am 29. Mai 1908 nahm Guillem Cifre im französischen Lyon Gift und stürzt sich von einer Brücke in die Rhône. Er starb am 4. Juli 1908 in einem Lyoner Krankenhaus an den Folgen seines Selbstmordversuchs.
Nach dem Tod ihres Mannes übernahm Clara Hammerl auch formal die Leitung der Caixa d´Estalvis de Pollença und wurde dadurch zur ersten Sparkassenchefin Spaniens. Sie bemühte sich um die Wiedereröffnung der Schule und fand mit Gabriel Comas einen Lehrer, der den pädagogischen Ansätzen ihres Mannes nahestand.

## Ehrungen
Nach Guillem Cifre de Colonya wurde unter anderem die kommunale Bibliothek von Pollença und das Gebäude der Fakultät für Erziehungswissenschaften der Universität der Balearen in Palma de Mallorca benannt.
| Personendaten    | Personendaten                                                                |
| ---------------- | ---------------------------------------------------------------------------- |
| NAME             | Cifre de Colonya, Guillem                                                    |
| ALTERNATIVNAMEN  | Coll Cifre, Guillem                                                          |
| KURZBESCHREIBUNG | spanischer Sozialreformer, Reformpädagoge sowie Schul- und Sparkassengründer |
| GEBURTSDATUM     | 18. Februar 1852                                                             |
| GEBURTSORT       | Pollença auf Mallorca                                                        |
| STERBEDATUM      | 4. Juni 1908                                                                 |
| STERBEORT        | Lyon                                                                         |